# Walstrobremraap
De walstrobremraap (Orobanche caryophyllacea) is een 10-60 cm hoge plant uit de bremraapfamilie (Orobanchaceae). De plant is een parasiet die voornamelijk voorkomt op geel walstro en glad walstro. Het is in België en Nederland een betrekkelijk zeldzame verschijning, maar van de bremraapsoorten een van de minst zeldzame.
De plant komt voor in Midden- en Zuid-Europa, in het Noord-Afrikaanse Atlasgebergte en in Zuidwest-Azië.   In de Lage Landen is ze vooral te vinden in de duinen aan de kust van België en Nederland en op de eilanden Texel en Terschelling, maar ook langs spoorwegen en rivieren is de walstrobremraap aangetroffen. Zoals de meeste bremrapen houdt de plant van matig voedselrijke, niet-zure grond.
De bloeitijd is in mei en juni. De roodachtige, bruinpaarse of gele bloemkroon kan tot 35 mm lang worden. De lobben van de boven- en onderlip zijn dicht met klierharen bezet. De meeldraden zijn 3-6 mm boven de voet van de kroonbuis ingeplant. De bloem verspreidt een opvallende kruidnagelgeur.

## Plantengemeenschap
Walstrobremraap is, althans binnen het rivierengebied, een kensoort voor de associatie van sikkelklaver en zachte haver (Medicagini-Avenetum pubescentis), een zeer bloemrijke plantengemeenschap van kalkrijke zandgronden langs de grote rivieren.

## Namen in andere talen

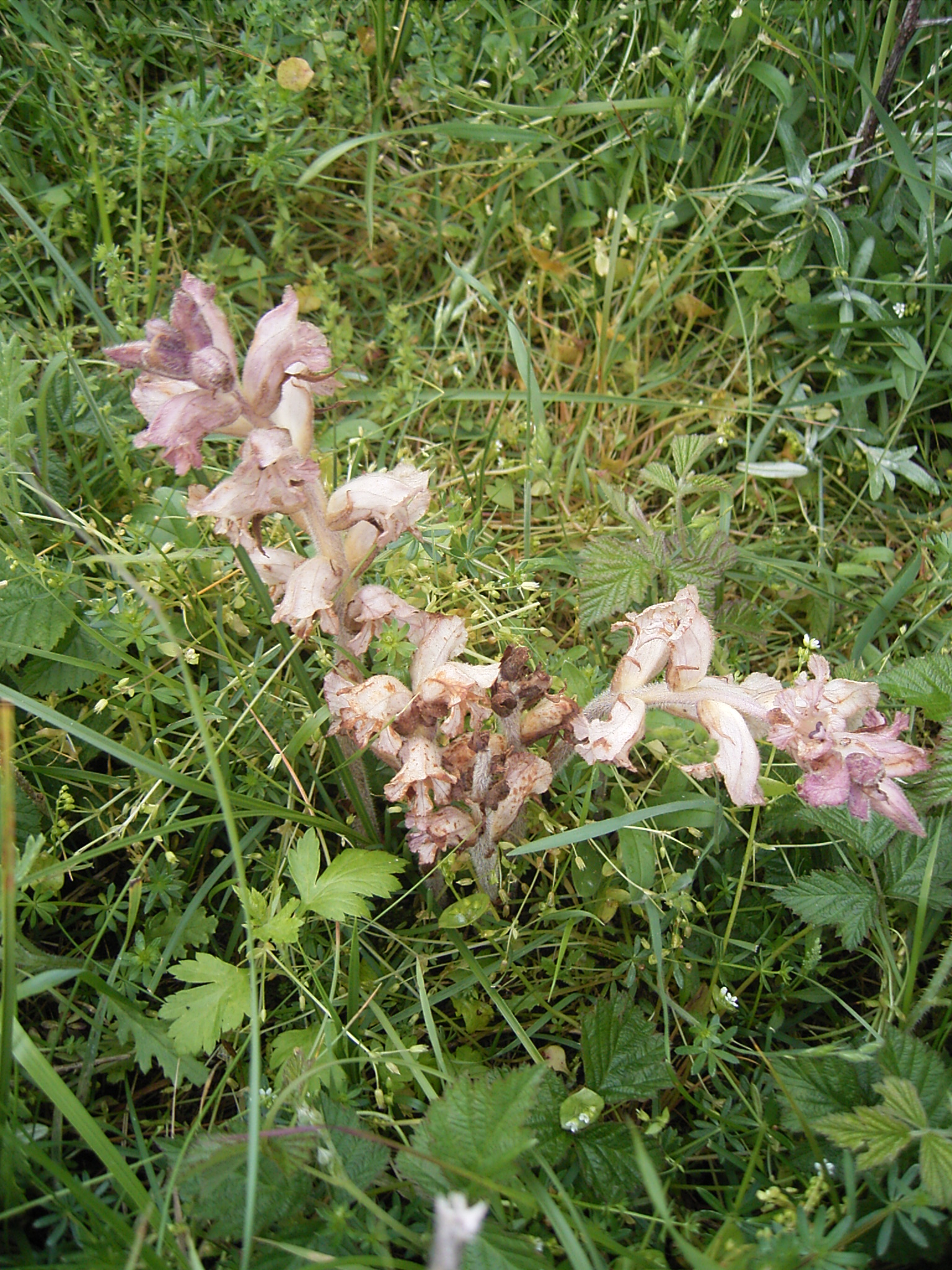
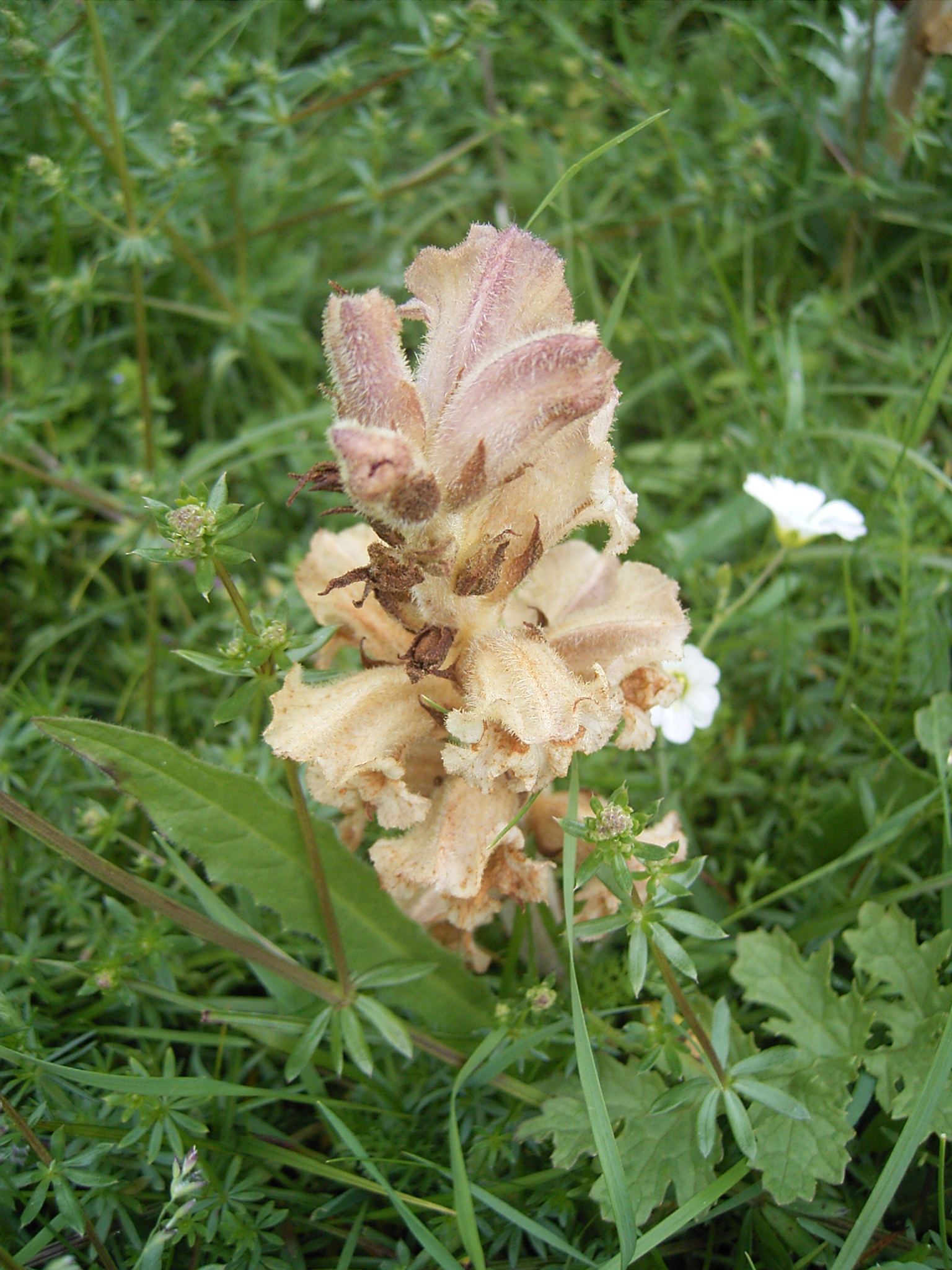

- Duits: Labkraut-Sommerwurz
- Engels: clove-scented broomrape